# Antti Hyvärinen
Antti Hyvärinen (Rovaniemi, 1932. június 21. – Bad Nauheim, Németország, 2000. január 13.) olimpiai bajnok finn síugró.
Az 1950-es években a finn síugró-válogatott tagjaként versenyzett. Legsikeresebb éve 1956 volt, ekkor nyert a híres holmenkolleni sífesztiválon, és aranyérmes lett a Cortina d’Ampezzó-i olimpián. Ebben az évben az év sportolójának választották Finnországban.
Az 1952-es olimpián hetedik lett, habár az első sorozat után még a harmadik helyen állt. 1956-ban szintén harmadik volt az első sorozat végén, de a másodikat megnyerve végül aranyérmes lett. Ő volt az első nem norvég síugró, aki olimpiát nyert.